# Lens (Francia)
Lens IPA: /lɑ̃s/ (in piccardo Linse) è un comune francese di 32 697 abitanti (al 1º gennaio 2022) nel dipartimento del Passo di Calais nella regione Alta Francia.
Il territorio comunale è bagnato dalle acque del fiume Souchez.

## Storia
La città ha una lunga storia di centro minerario per l'estrazione del carbone, che ha caratterizzato la zona fino agli anni sessanta e i cui residui sono ancora ben visibili nel paesaggio circostante. Proprio sul sito di una vecchia miniera nel 2012 è stato inaugurato il museo Louvre-Lens, realizzato tra l'altro con l'obiettivo di sviluppare l'attrattività turistica e culturale della città.

## Società

### Evoluzione demografica
Abitanti censiti

## Cultura

### Musei
- Louvre-Lens

## Infrastrutture e trasporti
La città è collegata alla rete ferroviaria transalpina attraverso la stazione ferroviaria di Lens.

## Sport
La squadra calcistica cittadina è il Lens, militante nella Ligue 1, la prima divisione francese. La compagine ha all'attivo un titolo nazionale, nella stagione 1997-1998 e disputa le partite casalinghe allo stadio Bollaert-Delelis, noto fino al settembre 2012 come stadio Félix-Bollaert, impianto da 38 223 posti. Nella stagione 2022-2023 si piazza al 2⁰ posto, garantendosi così un posto nella successiva fase a gironi della UEFA Champions League.